# Neuseeländische Frauen-Cricket-Nationalmannschaft in den West Indies in der Saison 2013/14
Die Tour der englischen Cricket-Nationalmannschaft in die West Indies in der Saison 2013/14 fand vom 6. bis zum 10. Oktober 2013 statt. Die internationale Cricket-Tour war Bestandteil der Internationalen Cricket-Saison 2013/14 und umfasste drei WODIs. Die West Indies gewannen die Serie mit 2–1.

## Vorgeschichte
Für beide Mannschaften war es die erste Tour der Saison und das erste Aufeinandertreffen bei einer Tour.

## Stadien
Die folgenden Stadien wurden für die Tour als Austragungsort vorgesehen.
| Stadt    | Land    | Stadion     | Kapazität | Spiele       |
| -------- | ------- | ----------- | --------- | ------------ |
| Kingston | Jamaika | Sabina Park | 20.000    | 1. – 3. WODI |

## Kaderlisten
Neuseeland benannte seinen Kader am 18. Juli 2013.
Die West Indies benannten ihren Kader am 9. September 2013.
| WODI | WODI |
| West Indies | Neuseeland |
| --- | --- |
| - Merissa Aguilleira (K, wk) - Shemaine Campbelle - Shanel Daley - Deandra Dottin - Kycia Knight - Kyshona Knight - Natasha McLean - Anisa Mohammed - Subrina Munroe - Shaquana Quintyne - Shakera Selman - Tremayne Smartt - Stafanie Taylor | - Suzie Bates (K) - Erin Bermingham - Nicola Browne - Rachel Candy - Sophie Devine - Natalie Dodd - Maddy Green - Frances Mackay - Morna Nielsen - Katie Perkins - Rachel Priest - Sian Ruck - Amy Satterthwaite - Lea Tahuhu |

## Women’s One-Day Internationals

### Erstes WODI in Kingston
| 6. Oktober Scorecard | Kingston | Neuseeland 225-8 (50)        | – | West Indies 224 (49.3) |
|                      |          | Neuseeland gewinnt mit 1 Run |   |                        |

Neuseeland gewann den Münzwurf und entschied sich als Schlagmannschaft zu beginnen. Als Spielerin des Spiels wurde Suzie Bates ausgezeichnet.

### Zweites WODI in Kingston
| 6. Oktober Scorecard | Kingston | West Indies 148 (50)            | – | Neuseeland 59 (28.5) |
|                      |          | West Indies gewinnt mit 89 Runs |   |                      |

Die West Indies gewannen den Münzwurf und entschieden sich als Schlagmannschaft zu beginnen. Als Spielerin des Spiels wurde Shaquana Quintyne ausgezeichnet.

### Drittes WODI in Kingston
| 6. Oktober Scorecard | Kingston | West Indies 236-6 (50)          | – | Neuseeland 143 (43) |
|                      |          | West Indies gewinnt mit 95 Runs |   |                     |

Die West Indies gewannen den Münzwurf und entschieden sich als Schlagmannschaft zu beginnen. Als Spielerin des Spiels wurde Stafanie Taylor ausgezeichnet.

## Statistiken
Die folgenden Cricketstatistiken wurden bei dieser Tour erzielt.
| WODIs              | WODIs       | WODIs   | WODIs   | WODIs   | WODIs   | WODIs   | WODIs   | WODIs   |
| Batting            | Batting     | Batting | Batting | Batting | Batting | Batting | Batting | Batting |
| Spieler            | Mannschaft  | Spiele  | Innings | Runs    | Average | HS      | 100s    | 50s     |
| ------------------ | ----------- | ------- | ------- | ------- | ------- | ------- | ------- | ------- |
| Stafanie Taylor    | West Indies | 3       | 3       | 182     | 91,00   | 135*    | 1       | 0       |
| Suzie Bates        | Neuseeland  | 3       | 3       | 114     | 38,00   | 110     | 1       | 0       |
| Deandra Dottin     | West Indies | 3       | 3       | 83      | 27,66   | 65      | 0       | 1       |
| Merissa Aguilleira | West Indies | 3       | 3       | 69      | 23,00   | 43      | 0       | 0       |
| Kycia Knight       | West Indies | 3       | 3       | 66      | 22,00   | 29      | 0       | 0       |
| Bowling            |             |         |         |         |         |         |         |         |
| Spieler            | Mannschaft  | Spiele  | Overs   | Wickets | Average | BBI     | 5W      | 10W     |
| Stafanie Taylor    | West Indies | 3       | 23.0    | 11      | 5,81    | 4/19    | 0       | 0       |
| Morna Nielsen      | Neuseeland  | 3       | 30.0    | 6       | 9,00    | 3/12    | 0       | 0       |
| Shanel Daley       | West Indies | 3       | 26.0    | 5       | 15,00   | 2/14    | 0       | 0       |
| Erin Bermingham    | Neuseeland  | 3       | 23.0    | 5       | 19,40   | 2/15    | 0       | 0       |
| Shaquana Quintyne  | West Indies | 3       | 22.0    | 4       | 20,00   | 2/9     | 0       | 0       |
| Nicola Browne      | Neuseeland  | 3       | 19.3    | 4       | 23,00   | 3/28    | 0       | 0       |
| Suzie Bates        | Neuseeland  | 3       | 20.0    | 4       | 25,75   | 2/27    | 0       | 0       |

## Auszeichnungen

### Player of the Series
Als Player of the Series wurden der folgende Spieler ausgezeichnet.
| Serie | Player of the Series |
| ----- | -------------------- |
| WODI  | Stafanie Taylor      |

### Player of the Match
Als Player of the Match wurden die folgenden Spielerinnen ausgezeichnet.
| Spiel   | Player of the Match |
| ------- | ------------------- |
| 1. WODI | Suzie Bates         |
| 2. WODI | Shaquana Quintyne   |
| 3. WODI | Stafanie Taylor     |